# استیو شنل
استیو شنل (فرانسوی: Steve Chainel‎؛ زادهٔ ۶ سپتامبر ۱۹۸۳) دوچرخه‌سوار اهل فرانسه است.
از باشگاه‌هایی که در آن رکاب زده‌است می‌توان به سن میشل–اوبر۹۳، تیم دوچرخه‌سواری دیرکت انرژی، تیم دوچرخه‌سواری اف‌دی‌جی، آژ۲آر لا موندیال، و تیم دوچرخه‌سواری کوفیدیس اشاره کرد.